# نيشان (مجلة)

عدد نيشان الذي سبب المنع

نيشان (ع. مغربية بمعنى «مباشرة»؛ وسابقا الجريدة الأُخرى)، هي مجلة أسبوعية مغربية مكتوبة بالعربية والدارجة، رئيس تحريرها هو مدير نشر مجلة تلكيل السابق، الصحافي أحمد رضا بنشمسي.

## الرقابة
12/20 2006، قرّر رئيس وزراء المغرب إدريس جطو كف نشر وتوزيع مجلة نيشان، ذلك أنها في عددها الواحد والتسعين بتاريخ 09/12 2006، نشرت مقالة من مقالات «الملف الأسبوعي، النكت في المجتمع المغربي» عنونتها «النكت: كيفاش المغاربة كيضحكو على الدين والجنس والسياسة»، استنكر واعتبر تهجما على الإسلام والسلطة؛ ومن ثم حكم على الصحفيين سناء العاجي وإدريس كسيكس بالسجن ثلاث سنوات موقوفة التنفيذ.

## وصلات خارجية
- موقع-وب نيشان